# Villa De Cristoforo
Villa De Cristoforo è un edificio residenziale ubicato in via Palizzi, sul Vomero, a Napoli. Rappresenta un esempio di architettura liberty.
La villa venne realizzata, tra il 1912 e il 1914, dall'architetto Michele Platania. La struttura si sviluppa con impianto ad "L" digradante sul lato panoramico. Si svolge su tre piani, compreso lo zoccolo del primo piano che ospita una pregevole terrazza chiusa da una balaustra in ferro battuto, saldata a dei piccoli ritti in pietra. 
Le decorazioni sono sobrie, caratterizzate dalle fasce orizzontali e verticali.